# L.A. Takedown
L.A. Takedown (conocida como Made in Los Angeles en Latinoamérica y Corrupción en Los Ángeles en España) es una película de televisión estadounidense dirigida por Michael Mann en 1989.

## Argumento
El detective Vincent Hanna está buscando a una banda de criminales profesionales, comandados por el metódico y astuto Patrick McLaren, pero Hanna es sorprendido al descubrir que él y McLaren tienen mucho en común. Mientras McLaren y su banda planean otro robo, Hanna y sus colegas siguen vigilando. Pero McLaren enfrenta un problema personal al enamorarse, lo que él mismo condena por el compromiso que requiere su profesión. Las cosas se ponen peores cuando alguien traiciona a McLaren y delata los detalles del planeado robo a la policía. Cuando ellos (incluido Hanna) llegan a la escena inesperadamente, McLaren y su equipo comienzan un tiroteo en el medio de la calle, en el que la mayoría de los ladrones mueren. Después de planear un escape, McLaren tiene que decidir entre una nueva vida con su novia o vengarse de aquellos que lo traicionaron.

## Remake
La película es más conocida por haber servido como base de Heat, también escrita y dirigida por Michael Mann. Este llevaba más de una década intentando hacer Heat y creó L.A. Takedown como una versión simplificada, ya que no disponía de fondos suficientes. Xander Berkeley, que actúa en L.A. Takedown como Waingro, actúa en Heat en el papel de Ralph.

## Reparto
- Scott Plank es Vincent Hanna.
- Alex McArthur es Patrick McLaren.
- Michael Rooker es Bosko.
- Ely Pouget es Lillian Hanna.
- Vincent Guastaferro es Michael Cerrito.
- Laura Harrington es Eady.
- Peter Dobson es Chris Sheherlis.
- Xander Berkeley es Waingro.

## Comparación conHeat
Además de ser protagonizada por actores más famosos, tener un mayor presupuesto y mejores efectos, la diferencia más significante con Heat es el guion. Mientras que L.A. Takedown cuenta una simple y sencilla historia sobre un robo y aquellos involucrados directamente, Heat es lo que Michael Mann realmente deseaba hacer, llevando a varias sub-tramas e incluyendo numerosos giros. Por eso, Heat dura casi el doble que L.A. Takedown.
Algunas diferencias en la trama son:
- La eliminación de la adicción al juego de Chris Shiherlis, la sub-trama con Van Zant tratando de traicionar a los criminales (en esta película Waingro conspira contra el equipo personalmente), y la turbada hijastra de Hanna, entre otras cosas.
- La relación entre Hanna y su esposa es mucho más tensa en Heat, y termina en un tono más negativo que en esta película
- En esta película, Bobby Schwartz muere y Lou Casals resulta malherido en el tiroteo. En Heat, Bosko muere y Schwartz es simplemente disparado en el brazo.
- El final cambia de forma significante. En esta película, McLaren, que es rechazado por Eady cuando descubre quien es él en realidad, decide que no tiene nada que perder y va tras Waingro. Waingro le dispara a través de la puerta de la habitación del hotel y mure en manos de Hanna. Hanna después provoca a Waingro y lo tira de una ventana hasta que éste muere. En Heat, McCauley asesina con éxito a Waingro pero es forzado a abandonar a Eady cuando ve Hanna, que lo persigue y le dispara.